# Pomnik Tarasa Szewczenki w Moskwie
Pomnik Tarasa Szewczenki w Moskwie (ros. Памятник Тарасу Шевченко в Москве) – pomnik ukraińskiego poety i pisarza Tarasa Szewczenki, znajdujący się w centrum stolicy Rosji, Moskwie, na nabrzeżu rzeki Moskwy, w sąsiedztwie wieżowca Hotelu Ukraina przy Prospekcie Kutuzowa.

## Opis
Rzeźba poety została wykonana z brązu i mierzy ok. 5,6 metra wysokości. Miała wyraziście i w dynamiczny sposób przedstawiać natchnionego poetę, zachowując zarazem monumentalność formy. Dynamikę rzeźby podkreślać ma ubiór (długi płaszcz), dość nietypowy z historycznego punktu widzenia, na co w czasie opiniowania projektu zwrócili uwagę ukraińscy pisarze Maksym Rylski oraz Pawło Tyczyna, argumentując, że nie jest jasne, czy Taras Szewczenko nosił takowy strój. Całość osadzona jest na niskim, lecz uniesionym od przodu granitowym cokole, co miało podkreślać bliski związek poety i prostych ludzi.

## Historia
Z umieszczeniem pomnika Tarasa Szewczenki w Moskwie związane są liczne hipotezy. Jedna z nich głosi, że w 1960 roku – a więc w okresie zimnej wojny – ukraińska diaspora w Stanach Zjednoczonych zaczęła zbierać fundusze w celu sfinansowania pomnika Tarasa Szewczenki w Waszyngtonie. Na wieść o tym sekretarz generalny ZSRR Nikita Chruszczow nakazał jak najszybsze ogłoszenie konkursu i wybór projektu konkurencyjnego pomnika w stolicy ZSRR. W konkursie przedstawiono łącznie 35 projektów pomnika. Zwycięstwo w konkursie przypadło trójce mało znanych rzeźbiarzy: Michaiłowi Gritsjukowi, Julii Sinkewicz i Anatolijowi Fuzchenko. Pomnik został odsłonięty 10 czerwca 1964 roku przez I sekretarza KC KPZR Nikitę Chruszczowa zaledwie osiem dni przed odsłonięciem pomnika w Waszyngtonie.
Od roku 1995 za zgodą Głównej Dyrekcji Ochrony Zabytków w Moskwie pomnikowi stopniowo przywracano jego pierwotny wygląd. Jako pierwszy zrekonstruowano napis na cokole. Restaurację pomnika zakończono w 1999 roku. Pomnik ponownie rozebrano w kwietniu 2012 roku w celu poddania go gruntownej renowacji, która miała się skończyć w 2014 roku. Ostatecznie jednak odrestaurowany pomnik zainstalowano już 27 października 2012 roku.